# Марсель Ашар
Марсель Ашар (фр. Marcel Achard; справжнє ім'я Марсель-Огюстен Ферреоль (фр. Marcel-Augustin Ferréol), 5 травня 1899, Сент-Фуа-ле-Ліон, Рона — 4 вересня 1974, Париж) — французький сценарист і драматург.

## Біографія
Член Французької академії. Закінчив Ліонський університет. Був учителем, суфлером в паризькому театрі «Стара голуб'ятня», журналістом.
З 1922 року Ашар виступає як драматург (п'єси «Життя прекрасне», «Поруч з моєю блондинкою» і ін.).
У 1930 році Ашар написав сценарій за своєю п'єсою «Жан з Місяця» (Jean de la Lune). Автор сценаріїв: «Весела вдова», «Паризький вальс», «Буря», «Мадемуазель Нітуш», «Пані де …», «Софі і злочин» і ін.
Більшість п'єс і сценаріїв Ашара — комедії, що відрізняються високим професіоналізмом (особливо діалог), але не претендують на сатиричні узагальнення.
Ашар був президентом журі Каннського кінофестивалю 1958 року, на якому «Золоту пальмову гілку» отримав радянський фільм «Летять журавлі».